# Кинзикеев, Ахтям Рахматуллович
Ахтям Рахматуллович Кинзикеев (1 января 1922, Буздяк, Уфимская губерния — 18 января 2017) — советский и российский геолог-нефтяник, член-корреспондент АН Республики Башкортостан (1991), доктор геолого-минералогических наук (1965), профессор (1969), заслуженный деятель науки Башкирской АССР (1982).

## Биография
Участник Великой Отечественной войны .
В 1951 году окончил Московский нефтяной институт имени И. М. Губкина (МИНХ и ГП им. И. М. Губкина).
- 1951—1956 гг. — старший преподаватель Уфимского нефтяного института,
- 1956—1967 гг. — заведующий лабораториями Татарского нефтяного научно-исследовательского института (г. Бугульма),
- 1967—1969 гг. — заместитель декана, декан Татарского вечернего факультета МИНХ и ГП (г. Альметьевск),
- 1969—1973 гг. — декан, заведующий кафедрой Гомельского государственного университета,
- 1973—1989 гг. — заведующий кафедрой, с 1989 г. — профессор Башкирского государственного университета (ныне Уфимский университет науки и технологий).

Основные направления научных исследований: геология, геофизика. Разработал методы исследования нефтегазоносных, карбонатных отложений Урало-Поволжья. Это позволило уточнить стратиграфию палеозоя, в карбонатных отложениях этой территории — обнаружить новые нефтеносные пласты.

## Труды
Автор около 220 научных работ и одного изобретение.
- Методы комплексного исследования нефтеносности карбонатных отложений. — М.: Недра, 1972.
- Эффекты переменного гравитационного поля в капиллярах. — Уфа: Гилем, 1997.
- Литостратиграфическая характеристика палеозоя платформенного Башкортостана в связи с перспективами открытия залежей углеводородов карбонатных разрезах бездействующих скважин. — Уфа: РИО БашГУ, 2005.

## Награды и звания
Орден Отечественной войны I степени (1985), два ордена Красной Звезды (1944), медаль «За отвагу» (1943).